# Max Tsui
Max Tsui (chinesisch 徐耀宗, Pinyin Xú Yàozōng, Jyutping Ceoi1 Jiu6zung1, kantonesisch Tsui Yiu-Chung; * 29. Oktober 1979 in München) ist ein deutscher Werberegisseur und Kameramann.

## Leben
Tsui studierte von 2004 bis 2014 an der Fachhochschule Dortmund Design im Fachbereich Kamera. Eine seiner ersten Kameraarbeiten war 2006 die Serie Ninas Welt, die erste Mobisode und Webserie in Deutschland. Kurz darauf konnte er mit dem Kurzfilm Haltlos – Keine Zweite Gelegenheit (mit Diane Willems und Marlon Kittel in den Hauptrollen), den er unter der Regie von André Herrmann umgesetzt hatte, erste Erfolge auf Festivals sammeln.
2015 gewann er mit seinem Diplomfilm Steampunk Coke mehrere internationale Werbefilmpreise, bei dem er neben der Kamera auch die Regie und das Drehbuch übernahm.
In der Zusammenarbeit mit Regisseur Baris Aladag realisierte Tsui mehrere Musikvideoprojekte, wie beispielsweise für Jean Michel Jarre oder Philipp Dittberner, die bei YouTube millionenfach geklickt wurden. Weiterhin übernahm er auf Wunsch von Aladag die künstlerische Bildgestaltung der „WDR Kurvenklänge“.
In der Zusammenarbeit mit Regisseur Shawn Bu erzielte Tsui einen seiner ersten viralen Erfolge bei dem Star-Wars-Fanprojekt Darth Maul: Apprentice. Hier übernahm Tsui neben der künstlerischen Bildgestaltung der großen Drehblöcke und Studiotage auch die Organisation und Beistellung der Kamera- und Lichtcrew sowie des Equipments. Der Film erreichte mehrere Millionen Klicks auf YouTube und wurde 2016 mit dem Webvideopreis Deutschland in der Kategorie Best Video of The Year ausgezeichnet.
Im Juli 2016 begannen die Dreharbeiten zu der neuen funk-Serie World of Wolfram, bei der Tsui zusammen mit Sebastian Fred Schirmer für die gesamte erste Staffel die Kamera übernahm. World of Wolfram gewann international mehrere Webfilmfestivals (unter anderem beim Los Angeles Web Series Festival) und wurde vielfach nominiert.
Seinen ersten Spielfilm realisierte Tsui im Jahr 2018 mit Scorpion, einem Action-Thriller, umgesetzt in den Ländern Usbekistan, Russland und Marokko. Regie führte Muhlisa Azizova.
2018 war er Jury-Mitglied beim 4. Internationalen ProLogue Film Festival in Usbekistan.
Im Rahmen eines künstlerischen Filmprojektes übernahm Tsui 2020 auf Empfehlung von Regisseur Florian Meimberg die Bildgestaltung für Nordrhein-Westfalen beim Kurzfilm Re-Start. Unter verschärften Corona-Sicherheitsmaßnahmen übernahm Tsui außerdem als DoP die künstlerische Bildgestaltung des Sommer- und Herbstblocks 2020 der Fernsehserie Die Pfefferkörner unter der Regie von Daniel Drechsel-Grau und Philipp Scholz.
Max Tsui lebt in Köln, Deutschland.

## Filmografie Regie (Auswahl)
- 2007: Absolut Vodka – In an Absolute World (Werbung)
- 2008: Nissan Micra – Wendekreis (Werbung)
- 2011: Katharina Walter – the force of balance (Werbung)
- 2012: Mazda 6 – Test Drive (Werbung)
- 2014: Coca Cola – Steampunk Coke (Werbung)
- 2014: FujiFilm – My Photo Diary (Werbung)
- 2017: Sennheiser – The inner Voice (Werbung)

## Filmografie Kamera (Auswahl)
- 2006: Ninas Welt
- 2008: ZOU!
- 2008: Horrido – Einmal König sein (Dokumentarfilm)[15]
- 2010: Haltlos – Keine Zweite Gelegenheit (Kurzfilm)
- 2011: einfachLohn by SAGE – Bobfahrer (Werbung)
- 2012: Ford – Botschafter (Werbung)
- 2012: Mercedes-Benz – Weird and wonderful Vibes (Imagefilm)
- 2013: ProSiebenSat.1 – Der Deutsche Fernsehpreis (Promo Trailer)
- 2013: PeTA – Tiere gehören nicht unter den Baum (Werbung)
- 2013: AuGaLa – Neulich bei der Arbeit (Werbung)
- 2014: Alaaf You (Dokumentarfilm)
- 2014: Diebe des Schlafes (Mittellanger Spielfilm)
- 2014: Weisse Steine (Spielfilm)
- 2015: WDR – Kurvenklänge (Musikvideo Serie)
- 2016: Markus Lüpertz malt das Ruhrgebiet (Dokumentarfilm)
- 2016: Darth Maul: Apprentice (Kurzfilm)
- 2016: World of Wolfram (Webserie)
- 2017: Er gehört zu mir... (Kurzfilm)
- 2018: Scorpion (Spielfilm)[16]
- 2020: Re-Start (Kurzfilm)
- 2020: Die Pfefferkörner (Fernsehserie)

## Auszeichnungen
- 2015: ANDY Award für Steampunk Coke
- 2015: Young Director Award für Steampunk Coke
- 2015: Art Directors Club Deutschland im Bereich ADC Nachwuchswettbewerb für Steampunk Coke[17]
- 2016: Webvideopreis Deutschland 2016 in der Kategorie Best Video Of The Year für Darth Maul: Apprentice
- 2017: Nominierung beim LA Webfest 2017 in der Kategorie Outstanding Cinematography Comedy für World of Wolfram
- 2017: LA Webfest 2017 in der Kategorie Outstanding Visual Effects Comedy für World of Wolfram
- 2018: Cannes Corporate Media & TV Awards[18] in der Kategorie Best Director für Sennheiser Audiophile Range